# 佃良太
佃 良太（つくだ りょうた、1992年9月18日 -）は、日本の脚本家。愛知県出身。東京フィルムセンター映画・俳優専門学校卒業sacca所属。

## 略歴
東京フィルムセンター映画・俳優専門学校に在学中、短編映画「割らず箸」でShort Shorts Film Festivalの地球を救え！部門にノミネート。
2014年、TOKYO MXのBATTLE☆DISH//で脚本家デビュー。

## 作品

### 映画
- 割らず箸（2013年）

### テレビドラマ
- BATTLE☆DISH//（2014年、TOKYO MX、出演：DISH//） - 共同脚本
- 特集ドラマ 創作テレビドラマ大賞 星とレモンの部屋（2021年、NHK、出演：夏帆）[3]
- 舞いあがれ!（2022年、NHK連続テレビ小説） - 共同脚本
- それってパクリじゃないですか?（2023年、日本テレビ、出演：芳根京子） - 共同脚本

### ネット配信ドラマ
- パパの恋人（2021年、NUMA、出演：恒松祐里）
- 君と世界が終わる日に（Hulu 、出演：竹内涼真）
  - Season3（2022年）
  - Season4（2023年）

### 漫画
- CODE NAME : M～メトヒヤの箱～(2020年、ピッコマ)

### その他
- メディアミックスプロジェクト「JAZZ-ON!」 第二部　(2020年)
- 筑摩書房　PRちくま巻末エッセイ　(2021年)